# 10. Jahrhundert v. Chr.
Portal Geschichte | Portal Biografien | Aktuelle Ereignisse | Jahreskalender | Tagesartikel

◄ |
2. Jt. v. Chr. |
1. Jahrtausend v. Chr. |  

◄ |
12. Jh. v. Chr. |
11. Jh. v. Chr. |
10. Jahrhundert v. Chr. |
9. Jh. v. Chr. |
8. Jh. v. Chr. |
►

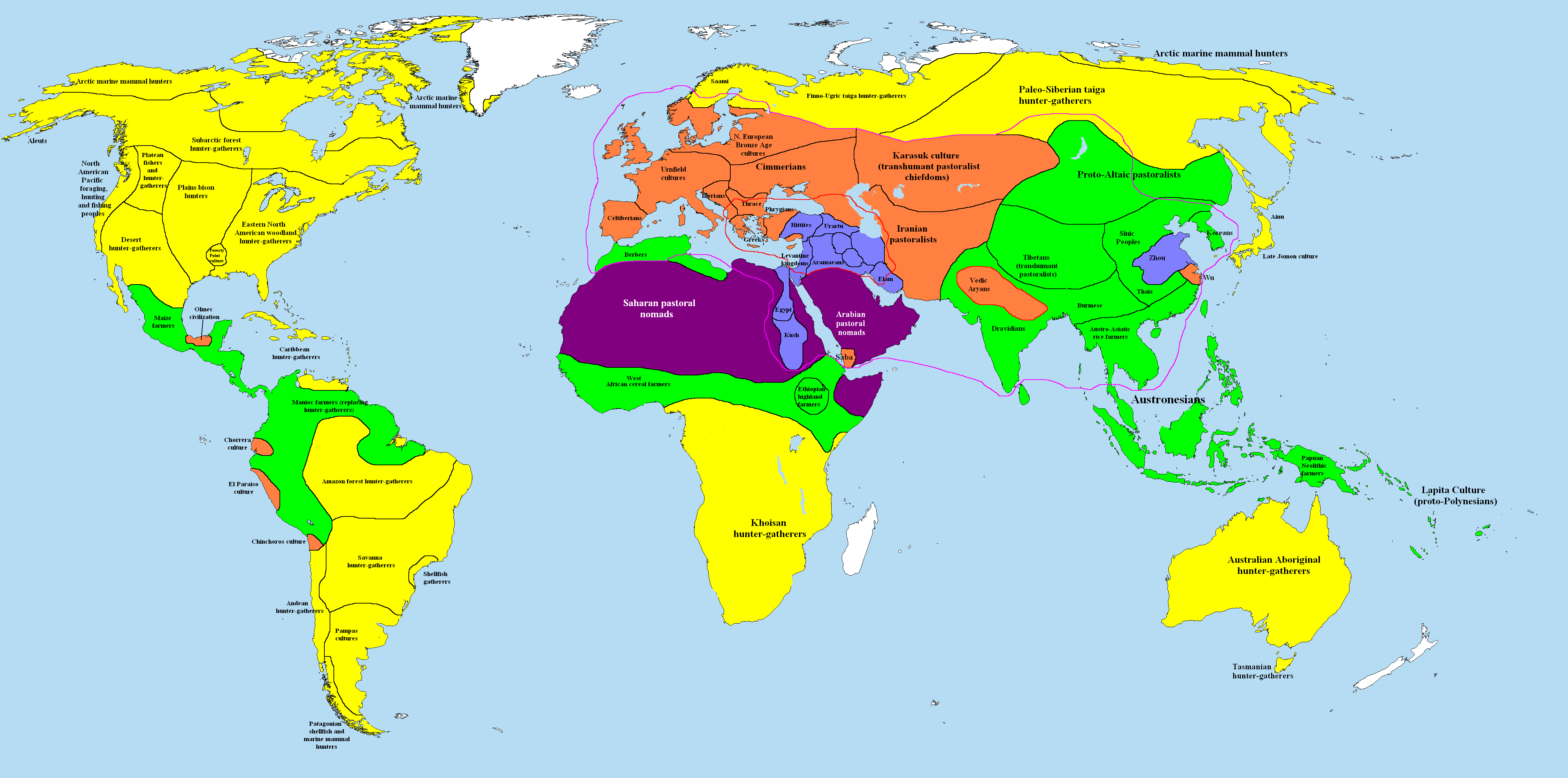
Globale territoriale Situation 1000 v. Chr.

Das 10. Jahrhundert v. Chr. begann am 1. Januar 1000 v. Chr. und endete am 31. Dezember 901 v. Chr.

Tempel Salomos, Rekonstruktion

## Zeitalter/Epoche
um 1000 v. Chr.: Beginn der Eisenzeit in Griechenland

## Ereignisse/Entwicklungen
- um 1000 v. Chr. bis um 931 v. Chr.: Davidisch-salomonisches Großreich
- 997 v. Chr. König David erobert Jerusalem, das den Namen Davidsstadt erhält.
- 957–951 v. Chr.: Bau des salomonischen Tempels[1]
- 931 v. Chr.: Teilung des jüdischen Reiches in die zwei Teilkönigreiche Israel im Norden und Juda im Süden

## Persönlichkeiten

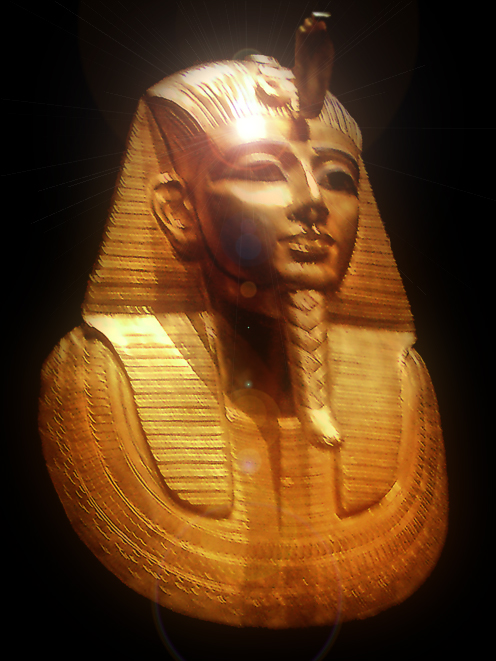
Goldene Grabmaske des Pharao Psusennes I., entdeckt 1940 durch Pierre Montet.

Hinweis: Die Regierungsjahre lassen sich in diesem Jahrhundert noch nicht genau bestimmen. Von daher handelt es sich um ungefähre Schätzungen.

### Pharaonen von Ägypten
- Psusennes I. (1039–991 v. Chr.)
- Amenemope (993–984 v. Chr.)
- Osochor (984–978 v. Chr.)
- Siamun (978–959 v. Chr.)
- Psusennes II. (959–945 v. Chr.)
- Scheschonq I. (946–924 v. Chr./Begründer der 22. Dynastie)
- Osorkon I. (925–890 v. Chr.)

### Könige von Assyrien
- Aššur-rabi II. (1012–972 v. Chr.)
- Aššur-reš-iši II. (971–967 v. Chr.)
- Tiglat-Pileser II. (966–935 v. Chr.)
- Aššur-dan II. (934–912 v. Chr.)
- Adad-nirari II. (911–891 v. Chr.)

### König von Byblos
- Ahiram (um 1000 v. Chr.)

### Könige von Israel

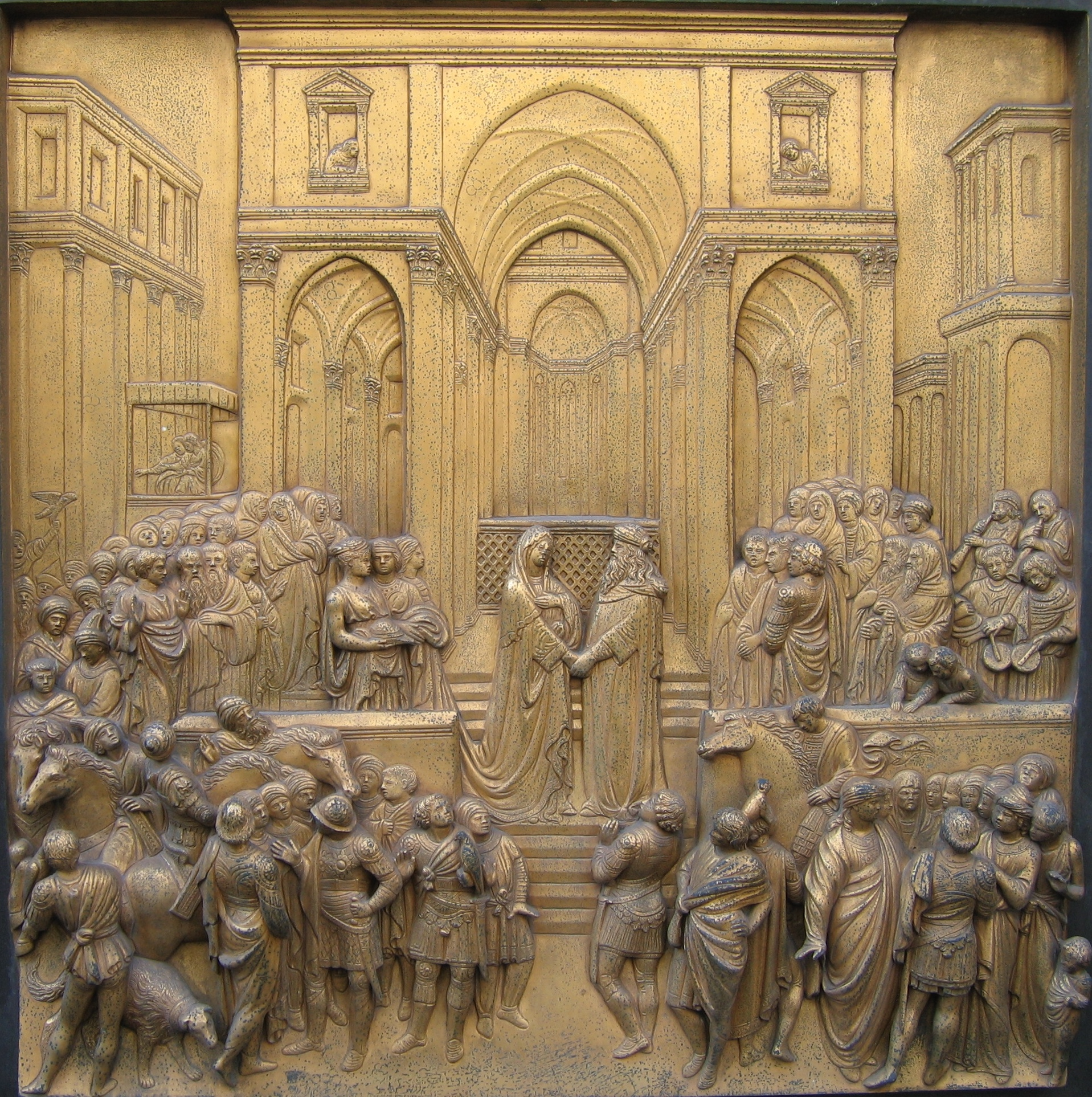
Salomon trifft die Königin von Saba

- David (1008–970? v. Chr.)
- Salomo (970?–931 v. Chr.)

### Könige von Nordreich Israel
- Jerobeam I. (931–910 v. Chr.)
- Nadab (910–909 v. Chr.)
- Bascha (909–886 v. Chr.)

### Könige von Juda
- Rehabeam (931–914 v. Chr.)
- Abija (913–910 v. Chr.)
- Asa (913–873 v. Chr.)

### König von Tyros
- Hiram I. (978–944 v. Chr.)

### Sonstige
- Abschalom, Sohn König Davids, Halbbruder Salomos
- Indien: Mittelvedischen Zeit (ca. 1200–900 v. Chr.)[2] in Indien mit ersten Siedlungen im Punjab und westlichen Ganges- und Yamuna-Tal. Vedische Religion ist von Opferritualen und Hymnen an die Götter geprägt, erlebte ihre erste Blütezeit. Es entstanden etwa die Riksamhitas, Loblieder an die Götter.

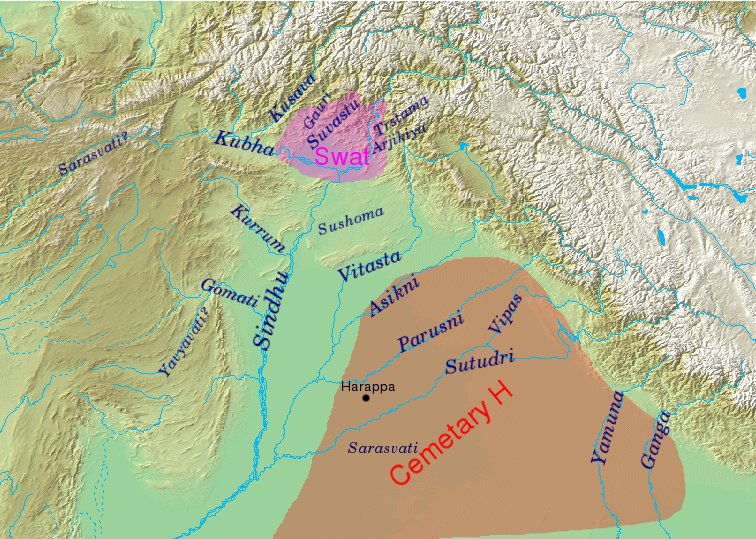
Geographie des Gebietes, in dem der Rigveda entstanden ist; der rigvedische Name Sindhu entspricht dem heutigen Indus

Mittelamerika: Frühe Präklassik (ca. 3000–900 v. Chr.). Um ca. 1100 v. Chr. wurden Jäger in Copán (Honduras) ansässig. Ca. 1000 v. Chr. entstand Cahal Pech und blieb bis ca. 700 n. Chr. bewohnt.

## Erfindungen und Entdeckungen
- Die Phönizische Schrift wurde um 1000 v. Chr. von den Phöniziern entwickelt.[3] (möglicherweise schon im 11. Jahrhundert v. Chr., ältester Beleg jedoch um 1000 v. Chr.)
- Das Frettchen wurde um 1000 v. Chr. im Mittelmeerraum domestiziert.[4]